# Melanaspis artemisiae
Melanaspis artemisiae är en insektsart som beskrevs av Mamet 1959. Melanaspis artemisiae ingår i släktet Melanaspis och familjen pansarsköldlöss.
Artens utbredningsområde är Madagaskar. Inga underarter finns listade i Catalogue of Life.